# Masakr v Sétifu a Guelmě

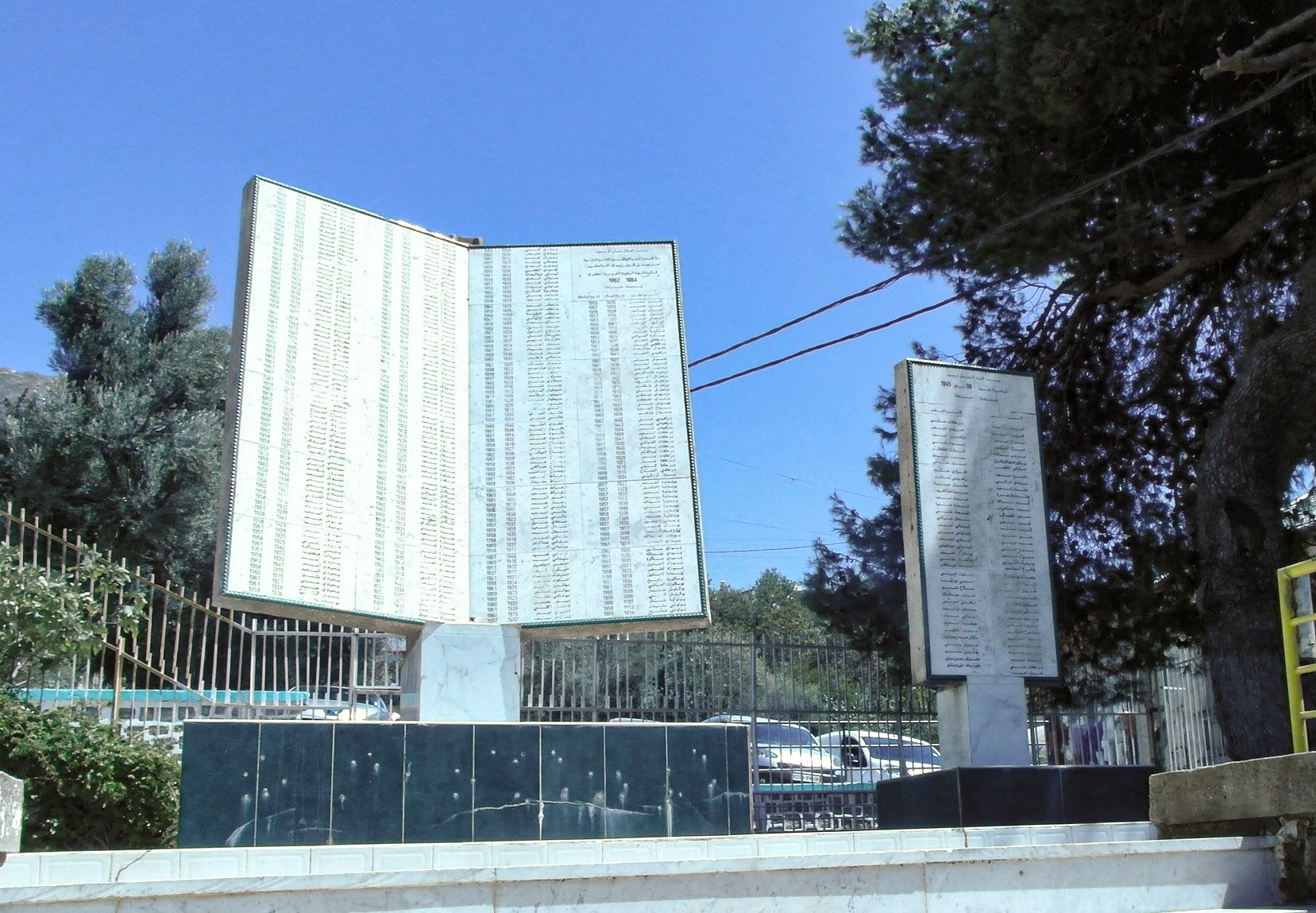
Památník obětem masakru 8. května 1945 v Alžírsku

Masakr v Sétifu a Guelmě (také známý jako masakr 8. května 1945) je označení série masakrů spáchaných francouzskou koloniální správou a evropskými osadníky (tzv. černýma nohama) na alžírských civilistech v květnu a červnu 1945 v okolí měst Sétif a Guelma v tehdejším Francouzském Alžírsku.
Dne 8. května 1945 fracouzská koloniální policie střelbou do davu ukončila protest za nezávislost v Sétifu. Rozzuřený dav následně vyvolal nepokoje, při kterých ničil majetek francouzských kolonialistů a zabil při tom 102 Francouzů. Fracouzská koloniální správa a osadníci se následně pomstili a zabili tisíce Alžířanů, zejména muslimů. Udávaný počet obětí se velmi liší. Francouzská správa původně přiznala 1 020 mrtvých, zatímco pozdější alžírské úřady udávaly až 45 tisíc zabitých. Mezi historiky se odhadovaný počet obětí na straně alžírských muslimů pohybuje od 3 tisíc do 30 tisíc. Protesty a masakry byl jednou z předzvěstí alžírské války (1954–1962), na jejímž konci došlo k vyhlášení nezávislosti Alžírska.

## Pozadí
Před druhou světovou válkou došlo k organizaci a formalizaci alžírského antikoloniálního hnutí za nezávislost. Jedním z jeho představitelů v té době byl Ferhát Abbás. Účast Alžírska ve válce dále posilovala alžírský nacionalismus. Tím více, že byl za hlavní město Svobodné Francie v letech 1942 až 1944 vyhlášen právě Alžír. V roce 1943 Abbás vydal manifest, ve kterém popsal právo Alžířanů na ústavu a státní vyrovnání s Francií. Jelikož Francouzi na výzvy nereagovali, v roce 1944 vzniklo Hnutí přátel manifestu svobody (Amis du Manifeste et de la Liberté), které silně zastávalo alžírský nacionalismus. 
Neklid posilovala také vlna sucha a nedostatku potravin, která zasáhla severní provincie Alžírska. Rasové tenze vedly v dubnu 1945 ke zřízení ozbrojené osadnické milice ve městě Guelma. V den vyhlášení konce druhé světové války v Evropě (8. května 1945) se pět tisíc alžírských muslimů vydalo v Sétifu na protest za nezávislost Alžírska.

## Průběh
V den kapitulace nacistického Německa (8. května 1945) se pět tisíc Alžířanů vydalo na pochod k oslavám válečného vítězství a současně k uplatnění požadavku na nezávislost. Francouzské koloniální četnictvo se snažilo zadržet demonstranty za nezávislost, což vyvolalo potyčky. Není jasné, kdo vystřelil první, ale na konci byli postřelení jak na straně Alžířanů, tak policie. Zásah policie proti demonstrantům se rychle rozkřikl v okolí na venkově, kde se srotily davy a zaútočily na francouzské osadníky. Útoky byly spontánní, přičemž venkované útočili zemědělským náčiním, noži a loveckými puškami. Na konci řádění bylo devadesát mrtvých osadníků a dalších sto raněných. Téhož večera Alžírská lidová strana pořádala v nedalekém městě Guelma klidný nenásilný protest, nicméně ten byl brutálně rozehnán četnictvem. V důsledku toho na venkovské periferii města došlo k zabití dvanácti osadníků. Nepokoje na venkově přetrvávaly v mírné intenzitě až do 12. května 1945. 
Vzhledem k povaze nepokojů přišly z Paříže rozkazy k potlačení povstání koloniální armádou a policií. Armáda poté vedla několik odvetných akcí. Součástí zasahující armády byla Francouzská cizinecká legie, zejména jednotky Maročanů a Senegalců, kteří vykonávali popravy podezřelých Alžířanů, a to bez soudu. Francouzské letectvo (nasazeny byly dva tucty letounů typu Martin B-26 Marauder a Douglas SBD Dauntless) mezi 9. a 19. květnem bombardovalo méně přístupné vesnice. Dohromady bylo shozeno 41 tun bomb. Mezi 10. a 11. květnem lehký křižník Duguay-Trouin ostřeloval pobřežní město Aokas. Osadníci v rámci odvet lynčovali držené vězně, které násilím vytahovali z věznic. Muslimové z nařízení armády museli nosit bílé pásky na rukávu. Docházelo při tom k incidentům, kdy osadníci na místě zastřelili osoby, které tyto pásky neměly. Je jisté, že většina zabitých Alžířanů se na nepokojích nepodílela.
V Guelmě byla reakce francouzské armády ještě vytrvalejší. Ačkoliv došlo k zabití menšího počtu osadníků, armáda zde zabíjela až do 26. června 1945. Místní správní úřady ochotně spolupracovaly s osadnickou milicí na identifikaci aktivistů za nezávislost a poskytování informací o jejich místě výskytu. Zabití byli pohřbeni v masových hrobech.

## Dopady
Vypuknutí represí a masakry, které následovaly, znamenaly obrat ve vztazích mezi Francií a alžírským muslimským obyvatelstvem, které bylo pod její nominální kontrolou od roku 1830, kdy Francie kolonizovala Alžírsko. Zatímco podrobnosti o masakrech byly v metropolitní Francii do značné míry přehlíženy, dopad na alžírské muslimské obyvatelstvo byl traumatizující, zejména na velký počet muslimských veteránů z francouzské armády, kteří se vraceli z druhé světové války v Evropě. Doufali, že jejich služba zlepší jejich práva a postavení v Alžírsku.
Devět let po masakru vypukla povstáním alžírská válka, která vedla k nezávislosti země. Masakr z roku 1945 byl ve Francii cenzurován až do roku 1960.
V únoru 2005 se Hubert Colin de Verdière, francouzský velvyslanec v Alžírsku, za masakr formálně omluvil a označil jej za „neomluvitelnou tragédii“. Jeho prohlášení bylo popsáno jako „nejotevřenější komentář francouzského státu k masakru“.
V roce 2017 tehdejší francouzský kandidát na prezidenta Emmanuel Macron označil francouzský kolonialismus za „zločin proti lidskosti“. Dne 8. května 2020 se alžírský prezident Abdal Madžíd Tabbúni rozhodl u příležitosti 75. výročí masakru tento den oficiálně připomínat.